# Malpica de Bergantiños
Malpica de Bergantiños es un municipio de España situado en la provincia de La Coruña (Galicia), a 52 km de la capital provincial (La Coruña) y dentro de la Costa de la Muerte. Pertenece a la comarca de Bergantiños.

## Topónimo
Malpica de Bergantiños, llamada así para diferenciarse de otros topónimos del nomenclátor español, se define como capital administrativa y comercial del ayuntamiento. Sus primeras noticias documentales datan del siglo XIII cuando aparece citada como lugar perteneciente al señorío del arzobispo de Compostela. En el siglo XV, Sancho de Ulloa, conde de Monterrey, se la arrebataría al arzobispo Alonso II de Fonseca, para incorporarla a sus dominios.
Hasta 1916 recibía simplemente el nombre de Malpica; ese año pasó a ser llamado Malpica de Bergantiños para distinguirlo de los municipios de Malpica (Toledo) y Malpica de Arba (Zaragoza).
Malpica cuenta con molinos hidráulicos. Ello permite poner en relación este topónimo con otros similares repartidos por la geografía española. Malpica de Tajo tenía, en el tiempo de las Relaciones de Felipe II, una parada de molinos de cuatro ruedas en el Tajo, que rendían anualmente 900 fanegas de trigo. Malpica de Arba, en Zaragoza, y Malpica do Tejo, en Portugal, reúnen circunstancias similares. Puede citarse asimismo el molino de viento de Malpique, en Évora; la aceña de Malpique en el partido de Alba de Tormes; el cerro Malpique en Albufeira aludirá a otro molino de viento; un paraje de Malpica, en Piña de Esgueva; en el término había un molino harinero (sobre el río Esgueva), según Madoz. Un molino de Malpica en la sierra de Sevilla pertenecerá a esta misma familia. En todos estos topónimos se advierte un denominador común, la referencia a molinos. Si se confirma esta hipótesis, Malpica y Malpique pertenecen a la categoría folktoponímica, resultante de la petrificación toponímica de una fórmula narrativa, jocosa o satírica perteneciente a la cultura oral. Se trataría pues de una alusión maliciosa a la mala calidad de la molienda: el molino que pica mal el grano es el molino de Malpica. Puede entenderse también como apodo del molinero mediante sintagma inalterable adverbio+verbo. De hecho, se constata el sobrenombre Malpica en Oviedo, 1360: Fernan Iohan del Rosal dicho Malpica. Es preferible, por lo tanto, cifrar en esta fórmula vernácula y popular los topns. Malpica, desechando para la mayoría de ellos la derivación desde un prelatino *mal ‘roca’, término para el que sólo se constatan aplicaciones verosímiles en el Pirineo. En efecto, es altamente improblable la concatenación de dos raíces prerromanas oronímicas (*mal y *pikk-) en tan numerosos lugares, siendo éstos por añadidura a veces insignificantes.

## Geografía
Es un municipio de 61,22 km cuadrados y cuya capital es el pueblo de Malpica, situado en una península que contiene en uno de sus lados el puerto pesquero, y en otro la playa de Arena Mayor. Su costa se extiende desde el Monte Nariga hasta la Punta de Razo, extremo occidental de la playa de Baldaio, que pertenece al ayuntamiento limítrofe de Carballo. En 2007 su población era de 6.432 habitantes (datos del INE), en una tendencia a la disminución progresiva de población que parece imparable en los últimos veinte años.
En su costa destacan las pequeñas Islas Sisargas, refugio natural de aves marinas, gaviotas, y cormoranes, custodiada por un pequeño faro, actualmente automático, pero en el que durante años se han forjado muchas generaciones de fareros.
Además de la capital del ayuntamiento, sus núcleos de población más importantes son el pueblo alfarero de Buño y la aldea de Mens, con su iglesia románica y las medievales Torres de Mens.

### Formas del relieve
El núcleo poblacional de Malpica presenta una unidad irregular y compleja, tanto en el dibujo de la línea de costa como en sus laderas continentales. Se trata de una costa recortada y afectada por líneas de debilidad tectónica, así como de varios tipos de roca. Ello explica la existencia de una península (Atalaia), de una ensenada arenosa y de un gran dinamismo en sus acantilados. Hacia el interior, aparecen diferentes perfiles y planos que dan un aspecto irregular a la unidad dentro de la homogeneidad.
Un acantilado vertical da paso a una ladera de pendiente regular y elevada. Ésta se vuelve convexa en Pedras Queimadas para realizar la primera inflexión o escalón. Tras esta planicie debida a líneas de debilidad paralelas a la costa, da paso a una nueva vertiente de pendiente variable que acaba en las cimas que cierran la unidad. En los extremos, dos vaguadas enlazan directamente la línea de costa con el cierre. 
La mayor parte de la unidad se modela en Ortogneises, que ocupan la parte centro-oriental y oriental. La parte occidental la componen esquistos y gneises albíticos del Dominio de la Fosa Blastomilonítica, de Edad precámbrico-silúrica. A su vez, dos estrechas bandas de ortoanfibolitas recorren la unidad en orientación NNE-SSO a ambos lados de la villa de Malpica.

### Illas Sisargas
Pertenecientes a la parroquia de Malpica de Bergantiños y con una extensión de 0.76 km²  este conjunto de tres islas adosadas son separadas por estrechos corredores deprimidos de origen tectónico que les quitan el carácter continuo de la insularidad. Presentan diferentes tamaños y altitudes, alcanzando la mayor los 100 m, mientras que la más pequeña sólo llega a los 30 m.
La Sisarga Grande posee un perfil asimétrico, con paredes verticales y muy recortadas al norte, una superficie aplanada en la parte somital, donde aparecen numerosos afloramientos graníticos y una vertiente más suave hacia el sur, que acaba en acantilados bajos e inclinados y no presenta un recorte marcado. Las otras islas, Malante y Sisarga Chica, tienen alturas menores. La Malante supera en algo los 50 m y presenta una asimentría similar a la isla mayor, mientras la Sisarga Chica es bastante simétrica y presenta plataformas rocosas bien desarrolladas. 
Las unidades geologías principales son granito cataclástico de dos micas en la Sisarga Grande, ortogneis en la Sisarga Chica e Illa Malante y esquistos y gneises albíticos del Dominio de la Fosa Blastomilonítica, de Edad precámbrico-silúrica, situado en dos enclaves entre estas dos últimas islas.

## Clima
Según la Clasificación climática de Köppen, Malpica se situaría en el dominio climático templado/mesotermal (C) con verano seco (Cs). Es por lo tanto, un clima de transición entre el Csa (mediterráneo) y Cfb (oceánico). A diferencia del mediterráneo latente en el resto de la península presenta un verano más suave, pero al contrario que en el oceánico hay estación más o menos seca y esta coincide con los meses más cálidos. Por ello el clima presente en Malpica es el Oceánico mediterráneo (Csb), dándose parámetros parecidos a los de la costa oeste de los Estados Unidos, en especial el área de la bahía de San Francisco.  
| Parámetros climáticos promedio de Malpica de Bergantiños | Parámetros climáticos promedio de Malpica de Bergantiños | Parámetros climáticos promedio de Malpica de Bergantiños | Parámetros climáticos promedio de Malpica de Bergantiños | Parámetros climáticos promedio de Malpica de Bergantiños | Parámetros climáticos promedio de Malpica de Bergantiños | Parámetros climáticos promedio de Malpica de Bergantiños | Parámetros climáticos promedio de Malpica de Bergantiños | Parámetros climáticos promedio de Malpica de Bergantiños | Parámetros climáticos promedio de Malpica de Bergantiños | Parámetros climáticos promedio de Malpica de Bergantiños | Parámetros climáticos promedio de Malpica de Bergantiños | Parámetros climáticos promedio de Malpica de Bergantiños | Parámetros climáticos promedio de Malpica de Bergantiños |
| Mes                                                      | Ene.                                                     | Feb.                                                     | Mar.                                                     | Abr.                                                     | May.                                                     | Jun.                                                     | Jul.                                                     | Ago.                                                     | Sep.                                                     | Oct.                                                     | Nov.                                                     | Dic.                                                     | Anual                                                    |
| -------------------------------------------------------- | -------------------------------------------------------- | -------------------------------------------------------- | -------------------------------------------------------- | -------------------------------------------------------- | -------------------------------------------------------- | -------------------------------------------------------- | -------------------------------------------------------- | -------------------------------------------------------- | -------------------------------------------------------- | -------------------------------------------------------- | -------------------------------------------------------- | -------------------------------------------------------- | -------------------------------------------------------- |
| Temp. máx. media (°C)                                    | 12.9                                                     | 14.1                                                     | 14.9                                                     | 16.2                                                     | 17.8                                                     | 20.6                                                     | 21.9                                                     | 22.9                                                     | 21.7                                                     | 19.0                                                     | 15.8                                                     | 13.8                                                     | 17.6                                                     |
| Temp. media (°C)                                         | 10.4                                                     | 10.9                                                     | 11.9                                                     | 13.0                                                     | 14.7                                                     | 17.2                                                     | 18.8                                                     | 19.4                                                     | 18.3                                                     | 15.9                                                     | 13.1                                                     | 11.2                                                     | 14.6                                                     |
| Temp. mín. media (°C)                                    | 7.8                                                      | 7.6                                                      | 8.8                                                      | 9.8                                                      | 11.6                                                     | 13.7                                                     | 15.6                                                     | 15.9                                                     | 14.9                                                     | 12.7                                                     | 10.4                                                     | 8.5                                                      | 11.4                                                     |
| Precipitación total (mm)                                 | 130.3                                                    | 98.7                                                     | 101.0                                                    | 82.6                                                     | 75.0                                                     | 45.7                                                     | 30.7                                                     | 33.1                                                     | 61.5                                                     | 115.6                                                    | 141.0                                                    | 139.0                                                    | 1054.2                                                   |
| Días de precipitaciones (≥ )                             | 14                                                       | 12                                                       | 11                                                       | 12                                                       | 10                                                       | 6                                                        | 4                                                        | 5                                                        | 7                                                        | 11                                                       | 13                                                       | 14                                                       | 119                                                      |
| Fuente: NOAA, Climate Data                               |                                                          |                                                          |                                                          |                                                          |                                                          |                                                          |                                                          |                                                          |                                                          |                                                          |                                                          |                                                          |                                                          |

## Historia
Malpica aparece citada documentalmente en el siglo XIII, como lugar perteneciente al señorío del arzobispo de Santiago de Compostela. En el siglo XV Sancho de Ulloa, conde de Monterrey, la incorporó a sus dominios. A principios del siglo XVII la actividad económica fundamental era la pesca de ballenas, en colaboración con marineros cántabros y vascos. Decaída la pesca de la ballena, fue hasta la actualidad puerto de pesca de bajura, durante mucho tiempo para las fábricas de conserva y salazón, hoy desaparecidas de esta comarca.
Hasta la reforma de la nomenclatura municipal de 1916 el municipio se llamaba simplemente Malpica. En dicha fecha su nombre fue modificado por el de Malpica de Bergantinos.
El 20 de octubre de 1933, y bajo la dirección de Rafael Dieste, tuvo lugar en Malpica la primera representación del teatro de títeres de las Misiones Pedagógicas de la Segunda República Española. El llamado "Retablo de fantoches" representó el cuento titulado El dragón y su paloma.

## Demografía
Cuenta con una población de 5267 habitantes (INE 2024).
| Gráfica de evolución demográfica de Malpica de Bergantiños entre 1842 y 2021 |
| |
| Población de derecho según los censos de población del INE Población de hecho según los censos de población del INEEn estos censos se denominaba Malpica: 1842, 1857, 1860, 1877, 1887, 1897, 1900 y 1910 |

## Monumentos
- Torres de Mens.
- Iglesia de Santiago en Mens, románica del siglo XII.
- Ermita de San Adrián, situada en el cabo de San Adrián. Anualmente, en junio, se efectúa una romería desde la iglesia del pueblo a la ermita, aproximadamente a cuatro kilómetros. En las proximidades existe una fuente que se dice tiene propiedades curativas en enfermedades de la piel.
- Dolmen de Pedra da Arca.
- La Casa del Pescador, que contiene diversas pinturas murales del artista gallego Urbano Lugrís, de inspiración profundamente marinera (flora y fauna marina, leyendas del mar, rosa de los vientos).

## Parroquias
Parroquias que forman parte del municipio:
- Barizo (San Pedro)
- Buño (San Estebo)
- Cambre (San Martiño)
- Cerqueda (San Cristobo)
- Leyloyo[14]
- Malpica de Bergantiños (San Xulián)
- Mens (Santiago)
- Villanueva[14]

## Actividad económica
Si Buño nació cómo pieza de barro que gira alrededor de la "forma" (pieza del torno donde se modela el barro), Malpica vio la luz y creció echándose al mar. 
El cardenal Hoyo refiere que a principios del siglo XVII la actividad económica de la villa se centraba, en colaboración con los marineros cántabros y vascos, después de pagar éstos la tasa estipulada por el arzobispo de Compostela. Aún hoy encontramos muestras de esta pesca en las vigas que sostienen el techo de muchos molinos hidráulicos o mismo de viejas casas de arquitectura marinera, presentes en barrios como los de A Atalaia o en O Areal. 
Debido a su importancia como puerto ballenero, Malpica fue sede de la Ayudantía de Marina hasta el año 1895, fecha en la que se trasladaría a Puenteceso y posteriormente a Corme. 
Decaído el auge de la pesca de ballena, la peligrosa ensenada (o "ribera" como aún se conoce en la actualidad el puerto malpicano) pasó a ser cala de arriesgados marineros en lanchas de vela que pescaban con artes tradicionales hoy desaparecidas como el "mediomundo". Posteriormente, el sector pesquero cobró un nuevo impulso tras la aparición de las fábricas de conserva y saladura; ahora las tarrafas se lanzaban al mar para capturar la sardina que llenaría los tabales de los Abella o Modesto Ordóñez. En tiempos de escasez, se buscaban mejores caladeros en la ría de Muros.
En la actualidad, Malpica cuenta con una numerosa flota de embarcaciones del cerco y de pesca del día que esperan cada faena en un puerto dotado con inmejorables infraestructuras (fábrica de hielo, lonja nueva, nave de rederas, gran puerto de descarga, dársena de abrigo para pequeñas embarcaciones). 
Propio del puerto malpicano, y oficio singular en toda Galicia, es la presencia de los boteros, o taxistas del mar, que cada tarde transportan en sus botes a los marineros desde el muro hasta las embarcaciones pesqueras.

## Atractivo turístico
El puerto de Malpica ofrece otros atractivos para el visitante. Entre los pescadores de caña a las luras, es fácil sentirse nostálgico mientras marineros izan artes de pesca o mientras tarrafas y motoras se acercan al puerto abarrotadas con la pesca de la noche o del día. 
Sentadas en el suelo, las atadoras cosen con arte las redes que se rompieron en el fondo del mar. En la lonja, a primera hora de la tarde, el grito de la subasta espera una compradora ("pesca" en la jerga local) la voz de "mío" para que se haga el silencio y realizar la compra. Las Fiestas del Mar, en agosto, funden agua, fuego y gente en la alegría. 
Después de saborear cualquiera de los exquisitos platos que ofrecen los restaurantes locales (caldeiradas de pescado, pulpo, marisco), o entre comidas, Malpica invita a echar una caminata por sus calles empinadas, en busca del calor de la conversación alrededor de una hoguera y probar las sardinas asadas. 
Tierra a dentro, gentes de taberna con la compañía de la taza hablan de abundantes caladeros y duras faenas en el mar. Las plazas de la villa marcan la vida de Malpica marinera. 
La plaza de Anselmo Villar Amigo, recuerda la figura singular de este bienhechor emigrado a la ciudad de Buenos Aires. La plaza de Santa Lucía fue tiempo atrás espacio de hostales como El Tesoro Escondido donde se hospedó el escritor sevillano Pepe Más, y ojo de los Bajos de Baldaio en días de temporal.

## Fiestas
Además de las fiestas parroquiales, tienen fama Corpus Christi y las Fiestas del Mar de Malpica, y la celebración de Santa Filomena en Buño y San Blas en Villanueva.
San Adrián
La fiesta de San Adrián se celebra el primer domingo después del 16 de junio.
El festival comienza con la salida del Santo Adrián en procesión desde la iglesia parroquial de San Julián de Malpica, donde durante todo el año según la tradición, San Adrián cura verrugas. El rito es, después de oír misa, lávese las manos y secarlas en la fuente en una tela que se deja secar al lado de la fuente. La tradición también habla de la curación de otras enfermedades del cuerpo humano y de los animales, después de la misa y la donación correspondiente de una figura de cera que representa la parte enferma del cuerpo. Hay puestos de exvotos en el camino a la capilla, y las cifras se quedan dentro de la capilla.
Corpus
El Corpus se celebra desde hace más de doscientos años. Tradicionalmente se celebra el jueves y el martes antes de que los agricultores se acercaron a las afueras del centro de la ciudad con sus corderos y ovejas, que eran los mercados de malpicáns a la fiesta. Actualmente se celebra el viernes siguiente para cumplir con el calendario de trabajo. Es día de fiesta local.
El festival consiste en alfombras de flores, procesión por la mañana, orquestas y atracciones.
Fiesta del Mar
El Festival del Mar, que se celebró a finales de agosto, es el homenaje de la gente de mar a su patrona, la Virgen del Carmen, en honor de los que murieron en el mar y todos los marineros. Se dedica una procesión de barcos de pesca decorados con flores que llevan la imagen de la Virgen a las Islas Sisargas, acompañada de varios barcos llenos de gente.
Es tradicional lanzar flores al mar como ofrenda a los muertos. Cada año cuenta con una Virgen diferente en un barco y otro barco dará seguimiento con la banda. La gente tira por la borda a veces su ropa, al terminar la procesión.

## Carnaval
El juego de las vacas (Barizo)
Pantomima tradicional Barizo, celebrada el martes de Carnaval. Se relaciona con otros ritos agrarios a los que todos los investigadores atribuyen una gran antigüedad.
Esta es la representación de una escena agraria: mientras dos vacas aran una granja, una dispersa semillas de los agricultores (serrín), al final, agricultor, llamado maceta y se sientan a comer y dos compradores de vacas acompañados por un veterinario. Por último, la venta se lleva a cabo y las vacas regresan a casa coger el coche para tener todos los utensilios agrícolas y los actores.
Toda la escena transcurre entre las bromas de doble sentido, la ironía, bromas espectadores, alusiones más o menos claras a los vecinos que pasaron el año pasado, y así sucesivamente. También las vacas tienden a desobedecer a atacar a sus audiencias. Todo esto con la intención de provocar la risa.
Tradicionalmente, la representación se llevó a cabo en el transcurso de la fiesta, que era imposible, ya que estaba pavimentado. Hoy hace antes del enero Además, tradicionalmente, todos los actores y organizadores eran hombres, incluso las vacas y los personajes femeninos. Esta costumbre se movía tímidamente en los últimos años que las mujeres comenzaron a participar, siempre minoritariamente. Este cambio sólo afecta al rendimiento, no la organización.
La Mikaela (Buño)
Celebración del final del carnaval en el pueblo de Buño, que se realiza el sábado siguiente al Miércoles de Ceniza.
La Mikaela es una muñeca de gran tamaño y atributos femeninos deliberadamente exagerados, hecha a mano por los vecinos de Buño. El día de la fiesta, después de comer, es transportada por una comitiva masculina en la que participan todos los hombres del lugar y que discurre desde el Campo de Canta la Rana hasta el Campo de la Culpa, cruzando así por todo el pueblo. La delegación para en cada casa pidiendo filloas y vino mientras hacen chistes y bromas. En el destino, La Mikaela se quema terminando así el carnaval. La fiesta continúa hasta bien entrada la noche.
Hoy La Mikaela es transportada en un tractor y en la delegación participan mujeres. Además, en lugar de detenerse en las casas, se para en los bares.

## Galería de imágenes

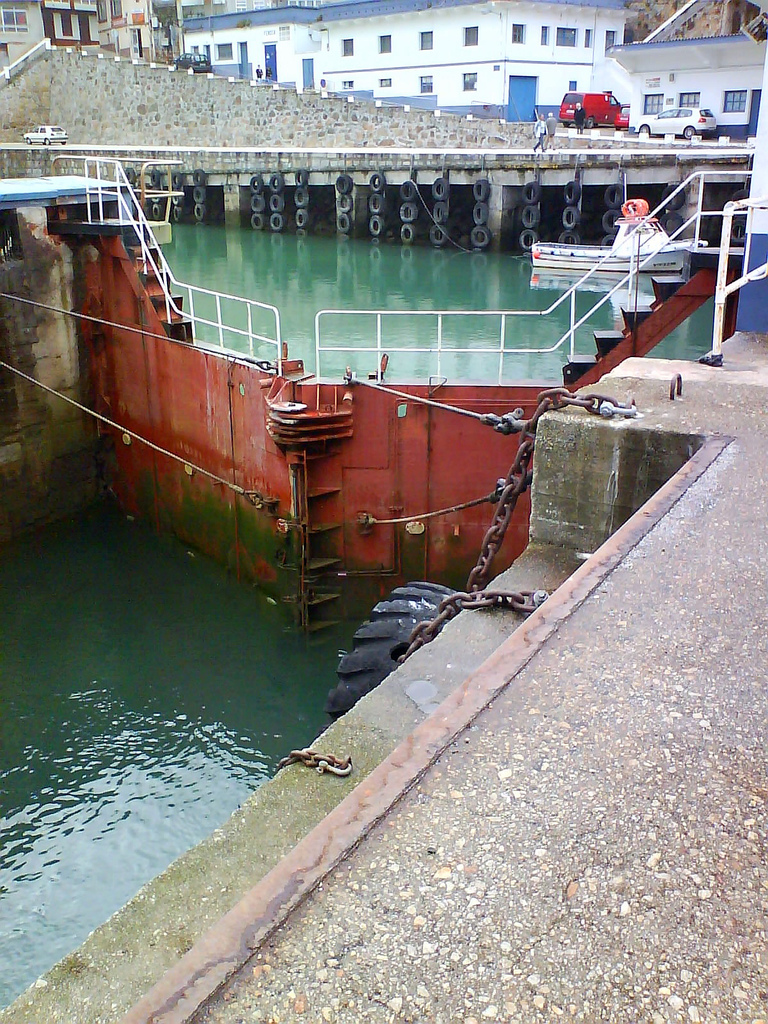
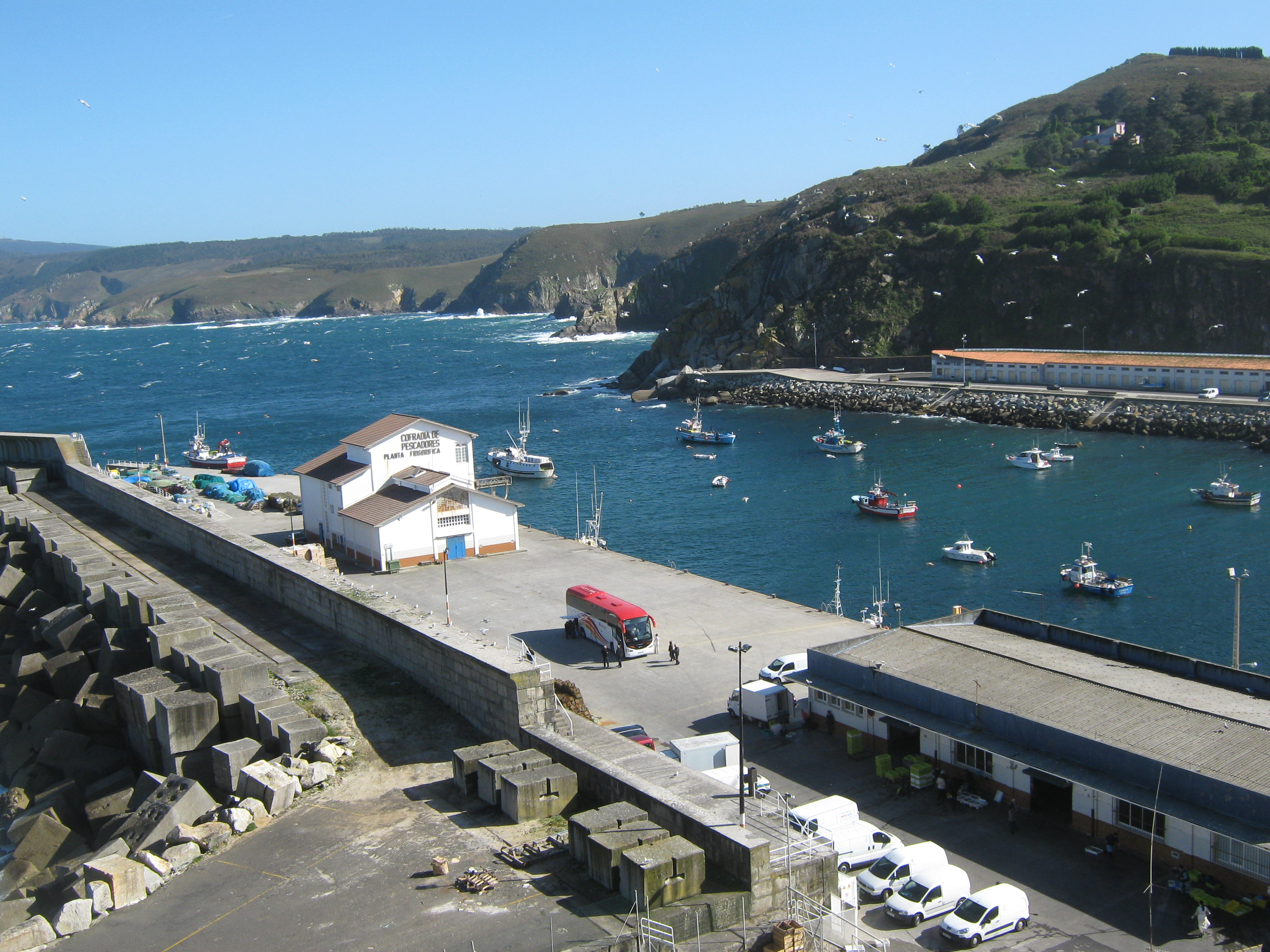
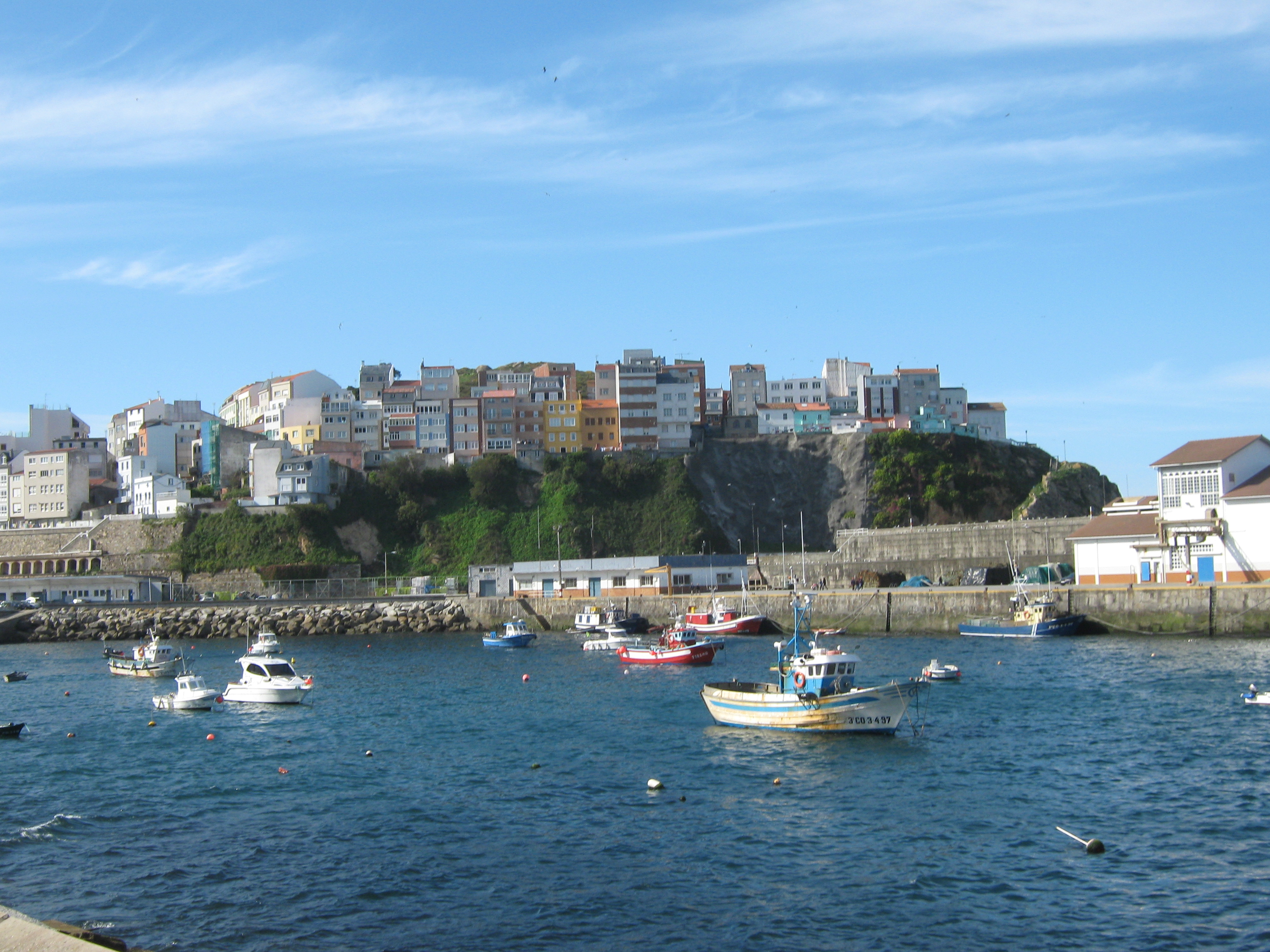
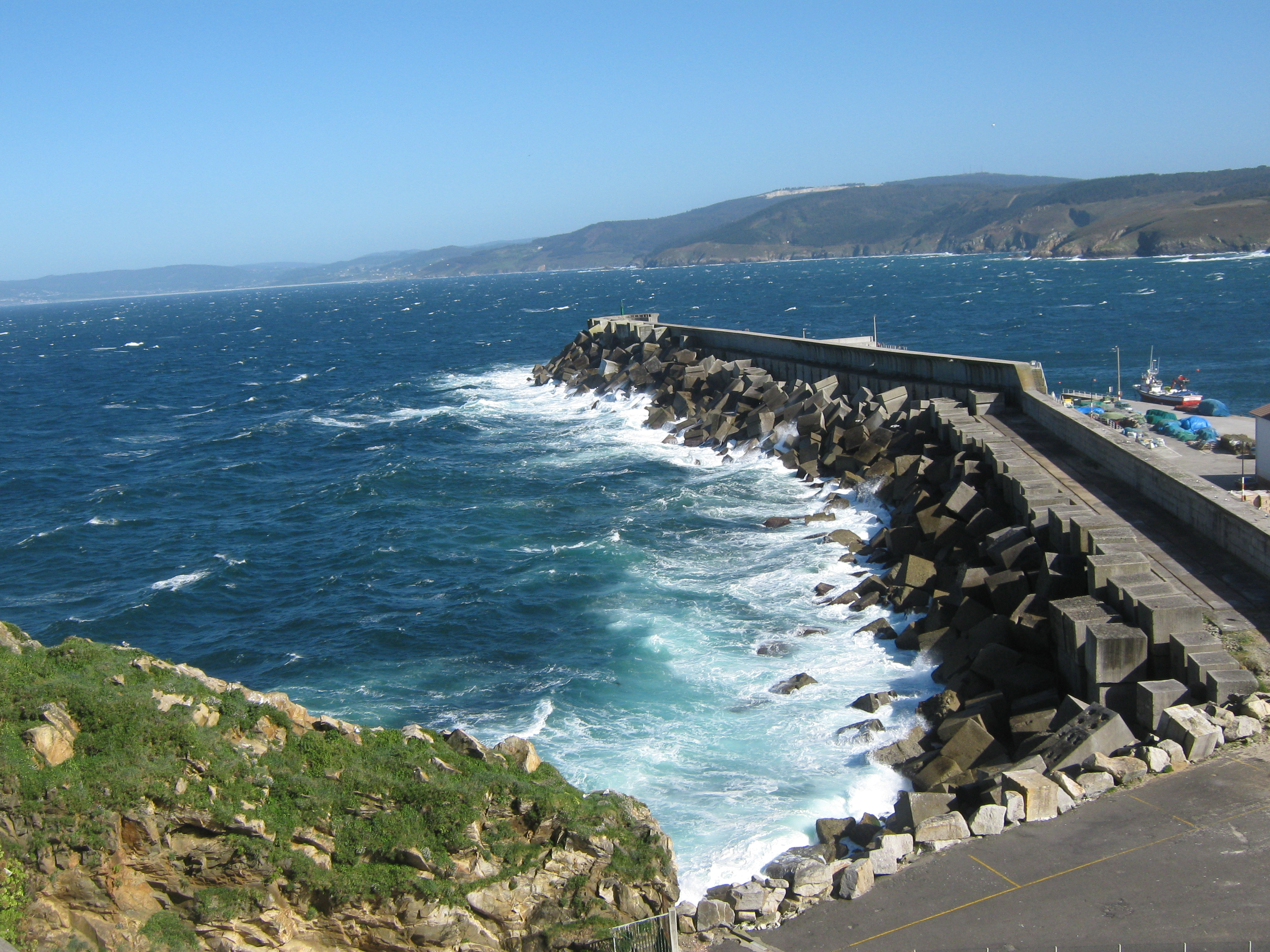
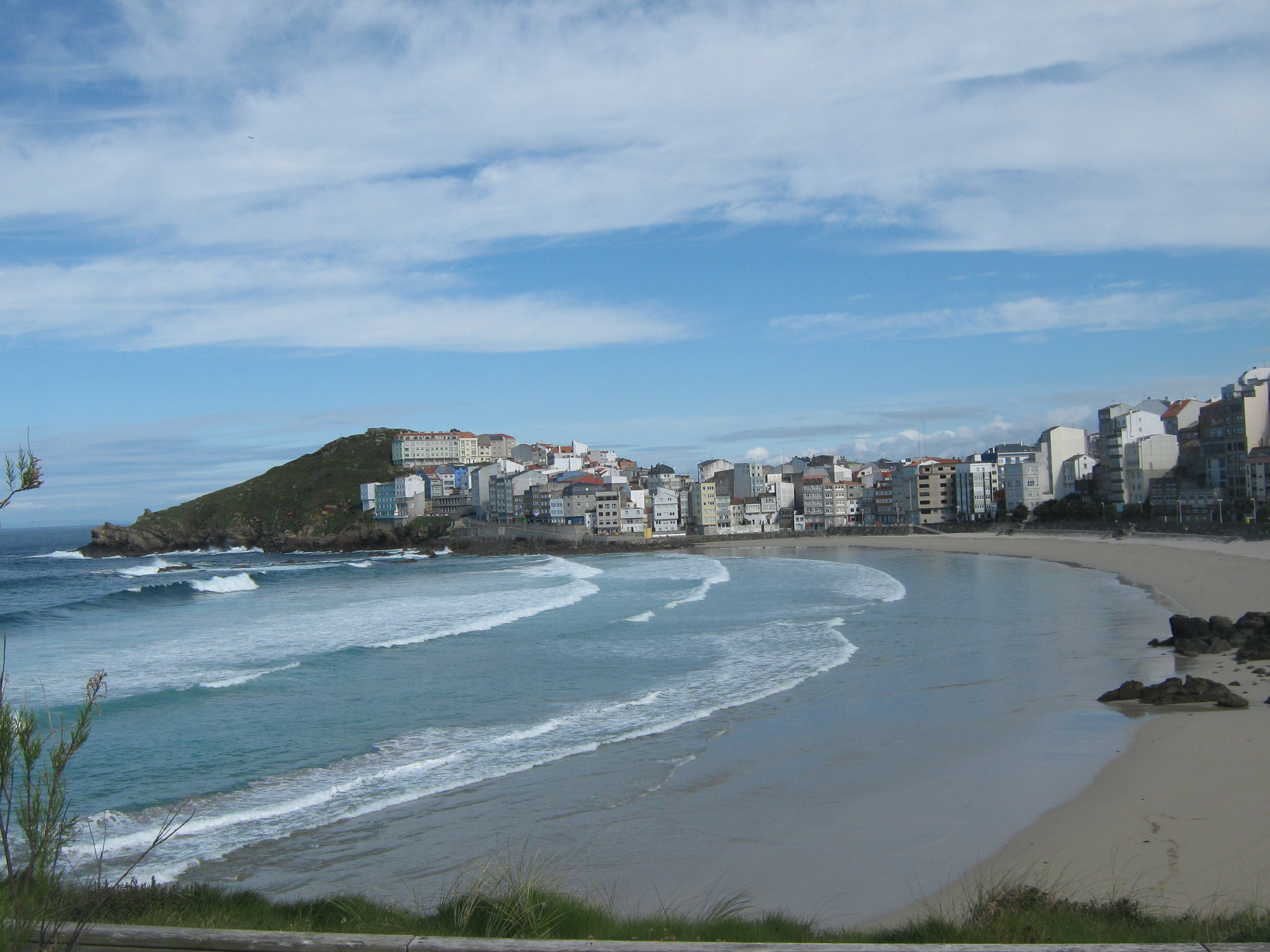